# Izumi Aki
 (novembre 2013).
Pour les articles homonymes, voir Aki.
Izumi Aki (亜希 いずみ, Aki Izumi), alias Yasuko Takahashi (高橋 靖子, Takahashi Yasuko), née le 15 mai 1960, est une actrice japonaise.
En 1980, Izumi interprète Ryōjoku gishiki (凌辱儀式) une production des studios Shishi (Shisi Productions (獅子プロ, Shishi Puro)) et travaille souvent pour Nikkatsu ainsi que pour d'autres studios indépendants. Elle est également une actrice réputée de films roses et parait dans plusieurs productions du genre.
Elle interprète avec succès des films indépendants tout au long des années 1980 séduisant ses admirateurs par son visage avenant et sa façon particulière de jouer la comédie.
Izumi semble avoir mis un terme à sa carrière après avoir épousé le réalisateur Kazuyoshi Sekine. Elle est retournée devant la caméra en 1999 pour le film Hatsujō midare zuma (発情乱れ妻).